# Oopsis lycia
Oopsis lycia là một loài bọ cánh cứng trong họ Cerambycidae.